# ペラペラペラオ
「ペラペラペラオ」は、日本の女性アイドルグループAKB48の派生ユニット・Not yetの楽曲。作詞は秋元康、作曲は板垣祐介が担当した。2011年11月16日にユニットの3作目のシングルとして日本コロムビア（Futureレーベル）から発売された。

## 概要
楽曲のシングルCDは3種の通常盤（Type-A、B、C）と劇場盤の計4種類がリリースされた。劇場盤は販路限定盤で、抽選購入専門サイト「キャラアニ・チャンス」を通してリリースされた。通常盤の3種にはそれぞれ収録内容の異なるDVDが付属している。このほか特典として、3種の通常盤の初回プレス分にはコネクティングカード（イベント参加応募券、特典コンテンツ視聴券）が封入されている。劇場盤は特典の封入パターンが2つある。ひとつのパターンには「個別握手会参加券」または生写真（全8種のうち1種）のいずれかが封入されており、どちらが封入されるかは抽選で決められる。もうひとつのパターンには「B2ポスター」「オリジナルサイリウム」「『週末Not yet』専用スペシャルカートンBOX」「『波乗りかき氷』専用スペシャルカートンBOX」「『ペラペラペラオ』専用スペシャルカートンBOX」のうちいずれかが封入されており、申し込み時に特典を選択することができる。
キャッチコピーは、「ペラペラ喋れない分だけ、君が好き」。（CDの帯に記載）

## PV及びメディアでの使用
表題曲のPVの監督は、中村太洸が手がけている。中村は前々作「週末Not yet」、前作「波乗りかき氷」でもPVの監督を務めている。
本シングルのテレビCMは2011年11月10日から放映が開始された。CMには藤森慎吾（オリエンタルラジオ）が声で出演している。
楽曲は以下のメディアで使用された。
- テレビ朝日系『ストリートファイターズ』10月度オープニング・セレクション
- TBS系『ヨンパラ FUTUREゲームバトル』エンディングテーマ
- テレビ朝日系『お願い!ランキング』11月度エンディングテーマソング

## チャート成績
「ペラペラペラオ」は集計初日である2011年11月15日付オリコンデイリーシングルチャートで推定売上枚数約7.1万枚を記録し、1位となった。本作の発売と同じ日にジャニーズ事務所のアーティストであるSexy Zoneのデビュー曲「Sexy Zone」が発売されており、日刊サイゾーの記事によると「音楽業界ではどちらのグループに軍配が上がるかに大きな注目が集まった」という。デイリーチャートの集計初日は本作が制し、「Sexy Zone」は同日約5.8万枚を売り上げて初登場2位に付けた。サイゾーウーマンの記事では、その後、デイリーチャートでは11月18日付までの推定売上枚数の合計で本作は「Sexy Zone」に約3万枚の差をつけていたが、11月19日付でその差の約半分を埋められたこと、週間チャート（後述）の集計最終日である11月20日付で逆転されたことを報じている。
最終的に発表された2011年11月28日付オリコン週間シングルチャートでは、本作は約17.2万枚を売り上げ、「Sexy Zone」に次ぐ初登場2位となった（「Sexy Zone」の売り上げは約17.3万枚であった）。これにより、Not yetはデビューから3作連続で週間トップ3入りを果たしたものの、初めて首位を逃すこととなった。
なお、デイリーチャートでの逆転が起きた11月19日と20日にはSexy Zoneが「緊急握手会」を開催しており、この握手会の開催意図や運営手法を批判する記事を、日刊サイゾーなどが掲載している（詳細はSexy Zone (曲)#発売初週の突発的な握手会開催および同記事の#握手会におけるCD販売などへの批判的論評を参照）。また、11月19日にNot yetは本作の購入者を対象とした「2ショットチェキ会」（応募期間は19日と20日のみ）の開催を告知した。サイゾーウーマンやJ-CASTニュースの記事では、これをSexy Zoneの「緊急握手会」に対抗する手段と見ている。

## おしゃべり自分
2012年7月8日放送のNHK-FM「今日は一日“AKB”三昧 IN 東京ビッグサイト」にて、出演した秋元康がペラペラペラオの制作秘話を語った。秋元康によると、ペラペラペラオの元々のタイトルは「おしゃべり自分」であり、歌詞の一部もCD化されている現在のものとは異なっていたという。
番組内ではメンバー4人のレコーディングが終了し発売前の段階まで進んでいたという「おしゃべり自分」の秘蔵音源が1番のみ公開された。「おしゃべり自分」では、現在「ペラペラペラオ」のタイトルでCD化されている曲中で「ペラペラペラオ」となっている歌詞が全て「おしゃべり自分」、同様に「アルバイトしている君に夢中なんだ」に当たる歌詞が「アルバイトをしてるウェイトレスの君は」となっていた。
タイトルと歌詞を変更した理由について秋元康は「おしゃべり自分でも可愛いと思ったが、シングル曲ということもありもっとインパクトがあって、4人の底抜けの明るい感じを出すにはおしゃべり自分では大人しいかなと思った」「4人が歌うとペラペラペラオが外国の言葉のように可愛い感じになる」と語った。
歌詞を変えたためレコーディングをし直すことになり再度メンバーを呼んだが、（ペラペラペラオについて）4人からは「恥ずかしい」、大島優子からは「企画モノではないか」と猛烈な反対に遭ったという。
なお、「おしゃべり自分」という歌詞は現在CD化されているペラペラペラオ2番のサビに一箇所のみ残っている。

## シングル収録トラック

### 通常盤Type-A
| #  | タイトル                                | 作詞   | 作曲         | 編曲     | 時間 |
| -- | --------------------------------------- | ------ | ------------ | -------- | ---- |
| 1. | 「ペラペラペラオ」                      | 秋元康 | 板垣祐介     | 板垣祐介 | 4:23 |
| 2. | 「海鳴りよ」                            | 秋元康 | 川浦正大     | 若田部誠 | 4:10 |
| 3. | 「元カレが結婚する時」                  | 秋元康 | すみだしんや | 前嶋康明 | 4:41 |
| 4. | 「ペラペラペラオ (off vocal ver.)」     |        |              |          |      |
| 5. | 「海鳴りよ (off vocal ver.)」           |        |              |          |      |
| 6. | 「元カレが結婚する時 (off vocal ver.)」 |        |              |          |      |

| #  | タイトル                                                          | 作詞 | 作曲・編曲 |
| -- | ----------------------------------------------------------------- | ---- | ---------- |
| 1. | 「「ペラペラペラオ」Music Clip」                                  |      |            |
| 2. | 「特典映像「パジャマでお鍋会」」                                  |      |            |
| 3. | 「「波乗りかき氷」イベント よみうりランド編（ダイジェスト映像）」 |      |            |
| 4. | 「「波乗りかき氷」イベント 幕張メッセ編（ダイジェスト映像）」     |      |            |
| 5. | 「「ペラペラペラオ」Music Clip（LIP ver.）」                      |      |            |
| 6. | 「「ヨンパラ」似顔絵編」                                          |      |            |

### 通常盤Type-B
| #  | タイトル                            | 作詞   | 作曲     | 編曲     | 時間 |
| -- | ----------------------------------- | ------ | -------- | -------- | ---- |
| 1. | 「ペラペラペラオ」                  | 秋元康 | 板垣祐介 | 板垣祐介 |      |
| 2. | 「海鳴りよ」                        | 秋元康 | 川浦正大 | 若田部誠 |      |
| 3. | 「風車が見える街」                  | 秋元康 | 五戸力   | 田辺恵二 | 4:13 |
| 4. | 「ペラペラペラオ (off vocal ver.)」 |        |          |          |      |
| 5. | 「海鳴りよ (off vocal ver.)」       |        |          |          |      |
| 6. | 「風車が見える街 (off vocal ver.)」 |        |          |          |      |

| #  | タイトル                                                           | 作詞 | 作曲・編曲 |
| -- | ------------------------------------------------------------------ | ---- | ---------- |
| 1. | 「「ペラペラペラオ」Music Clip」                                   |      |            |
| 2. | 「「ペラペラペラオ」Music Clipメイキング」                         |      |            |
| 3. | 「一流ペラペラペラオに訊く!Not yet“人生の極意” 横山由依×徳光和夫」 |      |            |
| 4. | 「一流ペラペラペラオに訊く!Not yet“人生の極意” 大島優子×コロッケ」 |      |            |
| 5. | 「「ヨンパラ」グダグダトーク編」                                   |      |            |

### 通常盤Type-C
| #  | タイトル                            | 作詞   | 作曲     | 編曲       | 時間 |
| -- | ----------------------------------- | ------ | -------- | ---------- | ---- |
| 1. | 「ペラペラペラオ」                  | 秋元康 | 板垣祐介 | 板垣祐介   |      |
| 2. | 「海鳴りよ」                        | 秋元康 | 川浦正大 | 若田部誠   |      |
| 3. | 「味方」                            | 秋元康 | 角野寿和 | division L | 4:35 |
| 4. | 「ペラペラペラオ (off vocal ver.)」 |        |          |            |      |
| 5. | 「海鳴りよ (off vocal ver.)」       |        |          |            |      |
| 6. | 「味方 (off vocal ver.)」           |        |          |            |      |

| #  | タイトル | 作詞 | 作曲・編曲 |
| -- | --- | ---- | ---------- |
| 1. | 「「ペラペラペラオ」Music Clip」                                                                                        |      |            |
| 2. | 「一流ペラペラペラオに訊く!Not yet“人生の極意” 北原里英×今田耕司」                                                      |      |            |
| 3. | 「一流ペラペラペラオに訊く!Not yet“人生の極意” 指原莉乃×土田晃之」                                                      |      |            |
| 4. | 「「ペラペラペラオ」Music Clip（DANCE ver.）」                                                                          |      |            |
| 5. | 「振付映像「ペラペラペラオ」ダンスレクチャー（by Dancers）〔マルチアングル、ナレーション入り/Music onlyに切り換え可〕」 |      |            |
| 6. | 「「ヨンパラ」テープチェンジ編」                                                                                        |      |            |

### 劇場盤
| #  | タイトル                                | 作詞   | 作曲         | 編曲       |
| -- | --------------------------------------- | ------ | ------------ | ---------- |
| 1. | 「ペラペラペラオ」                      | 秋元康 | 板垣祐介     | 板垣祐介   |
| 2. | 「元カレが結婚する時」                  | 秋元康 | すみだしんや | 前嶋康明   |
| 3. | 「風車が見える街」                      | 秋元康 | 五戸力       | 田辺恵二   |
| 4. | 「味方」                                | 秋元康 | 角野寿和     | division L |
| 5. | 「ペラペラペラオ (off vocal ver.)」     |        |              |            |
| 6. | 「元カレが結婚する時 (off vocal ver.)」 |        |              |            |
| 7. | 「風車が見える街 (off vocal ver.)」     |        |              |            |
| 8. | 「味方 (off vocal ver.)」               |        |              |            |